# Augustin Boumah
Augustin Boumah est un juriste et homme politique gabonais né le 7 novembre 1927 à Libreville (AEF) et mort le 23 avril 2015. Il est surtout connu pour avoir été président de l'Assemblée nationale gabonaise de 1980 à 1990. 
Ayant commencé sa carrière en tant que greffier au sein de l'administration coloniale française en 1947, il se rapproche des mouvements indépendantistes africanistes au cours des années 1950. Il rejoint par la suite le gouvernement gabonais en 1966 après l'indépendance du pays. Il y reste alors pendant neuf ans, occupant plusieurs postes ministériels sous les présidences de Léon Mba et Omar Bongo, dont ceux de ministre des Finances, de la Justice ou encore de l'Intérieur.
Il est nommé à la tête de la Cour suprême de 1975 à 1980, avant de devenir président de l'Assemblée nationale en 1980. Il reste une décennie à ce poste avant de démissionner publiquement en mai 1990 pour protester contre l'intrusion musclée à son domicile de la Garde républicaine d'Omar Bongo, dans un contexte de fortes tensions populaires. 
En 1991, il rejoint la toute nouvelle Cour constitutionnelle où il effectue deux mandats, avant de se retirer graduellement de la vie politique.

## Biographie

### Famille et études
Augustin Boumah naît le 7 novembre 1927 à Libreville, alors située en Afrique-Équatoriale française (AEF). Il est le cinquième et dernier enfant d'Augustine Akéré et Boumah Obénimiet.
Il fait son éducation primaire et secondaire à Libreville, avant d'intégrer l'école des cadres supérieurs de l'AEF. Après avoir assisté à des procès au palais de justice de Brazzaville (Congo), il se prend de passion pour le droit et décroche un diplôme de greffier en 1953 en Oubangui-Chari. Puis, en 1960, il obtient un diplôme d'inspecteur du travail à l'Institut des hautes études d'Outre-mer (IHEOM),.

### Carrière administrative et juridique
Augustin Boumah commence sa carrière au sein de l'administration coloniale en 1947, lorsqu'il devient greffier adjoint des cadres supérieurs de l'AEF à Libreville, avant d'être affecté dans la ville de Bangui (Oubangui-Chari) deux ans plus tard. Au début des années 1950, il devient greffier en chef par intérim dans la circonscription de Bangassou, où il occupe également les fonctions de notaire et commissaire-priseur.
En 1956, il est envoyé dans la ville de Moundou, capitale économique du Tchad. Après avoir décroché le concours des cadres généraux de la France d'Outre-mer, il y devient « greffier en chef titulaire de la justice de paix à compétence étendue ». La gestion de la circonscription de Pala lui est également confiée en parallèle.
Au début des années 1960, il est nommé inspecteur général du travail, avant de prendre les rênes de l'École nationale d’administration de 1965 à 1966,. 

### Carrière politique

#### Premiers engagements
Au cours des années 1950, Augustin Boumah milite au sein du Rassemblement démocratique africain, ce qui créé des tensions avec son employeur d'alors, l'administration coloniale française.
Pendant son séjour au Tchad, il se rapproche de l'indépendantiste Abba Siddick. Il devient d'ailleurs son directeur de cabinet lorsque celui-ci devient ministre de l'Instruction publique.

#### Entrée au gouvernement
Après l'indépendance du Gabon, Augustin Boumah fait son entrée au sein du gouvernement, occupant plusieurs fonctions ministérielles sous les présidence de Léon Mba et d'Omar Bongo de 1966 à 1975, cumulant ainsi 9 ans au sommet de l'État, :
- ministre de la Jeunesse, des Sports et des Affaires culturelles (nommé en 1966 sous Léon Mba)
- ministre des Finances
- ministre du Plan et de l'Aménagement du territoire
- ministre de l'Intérieur
- ministre de la Justice

En 1975, Omar Bongo le nomme président de la Cour suprême, où il reste jusqu'en 1980,.

#### Présidence de l'Assemblée nationale
Au début de l'année 1980, il devient président de l'Assemblée nationale gabonaise après les législatives de 1979, et est réélu en 1985 pour un second mandat.
Dans la nuit du 29 au 30 mai 1990, dans un contexte de fortes protestations populaires à la suite de l'assassinat de l'opposant Joseph Rendjambe Issani, la Garde républicaine du président Omar Bongo organise une descente musclée au domicile d'Augustin Boumah à Libreville, pensant y trouver son neveu Alain Dickson, alors leader du Parti écologiste gabonais. Croyant à un coup d'État, Augustin Boumah s'enfuit alors par une porte dérobée donnant sur la plage et disparaît pendant plusieurs heures, provoquant l'émoi au sein de la population gabonaise.
Le lendemain, il réapparaît et annonce publiquement sa démission de la présidence de l'Assemblée nationale lors d'une conférence de presse, déclarant que : « l'Assemblée du peuple a été bafouée, j’estime en mon âme et conscience ne plus être en mesure de présider à ses destinées ». Convoqué les jours suivants par Omar Bongo au palais présidentiel pour tenter de le faire changer d'avis, il maintient cependant sa décision afin de protester contre ce qu'il estime être une violation de l'État de droit,.

### Cour constitutionnelle et dernières années
Après l'instauration d'une Cour constitutionnelle au Gabon en octobre 1991, il rejoint cette institution au sein de laquelle il fait deux mandats.
Il se retire ensuite graduellement de la vie politique et meurt le 23 avril 2015 à l'âge de 87 ans.

## Hommages
L'avenue Augustin Boumah à Libreville a été nommée en son honneur.